# شطرنج گنو
شطرنج گنو یک نرم‌افزار موتور شطرنج آزاد است که یک بازی کامل شطرنج را در برابر انسان یا یک برنامه کامپیوتری دیگر انجام می‌دهد. هدف شطرنج گنو طراحی و ارائه یک بنیان برای مطالعه است. این موتور در زمینه‌های تحقیقاتی بسیاری استفاده شده‌است.
شطرنج گنو یک نرم‌افزار آزاد است که با شرایط پروانه عمومی همگانی گنو نسخه ۳ یا بالاتر ارائه شده و توسط طراحان داوطلب ارتقا می‌یابد. به عنوان یکی از اولین برنامه‌های شطرنج کامپیوتر با آماده بودن تمام کُد منبع، یکی از قدیمی‌ترین‌ها برای سیستم‌های یونیکس-پایه است و به بسیاری پلتفرم‌های دیگر منتقل شده‌است.

## ویژگی‌ها
این موتور معمولاً در اتصال با یک برنامه گنو، همچون XBoard یا glChess استفاده شده، که به عنوان موتور پیش‌فرض قرار گرفته‌است. نسخه‌های ابتدایی پروتکل ارتباطی موتور شطرنج XBoard برپایه رابط کاربری دستوری شطرنج گنو پیاده‌سازی شده‌بود. نسخه ۶ همچنین، رابط جهانی شطرنج را نیز پشتیبانی می‌کند.

## پیشینه
اولین نسخه از شطرنج گنو توسط Stuart Cracraft نوشته شد. در سال ۱۹۸۴ آغاز به همکاری با Richard Stallman پیش از بنا نهادن پروژه گنو نمود و شطرنج گنو یکی از اولین بخش‌های گنو شد.
شطرنج گنو توسط ده‌ها تن از برنامه‌نویسان گسترش و رشد داده شد. نسخه ۲ تا ۴ توسط John Stanback نوشته شد. نسخه ۵ توسط Chua Kong-Sian و نسخه ۶ توسط Fabin Letouzey نوشته شدند.
در ۲۰۱۱، شطرنج گنو به نسخه ۶ تبدیل شد، که بر پایه موتور شطرنج میوه Letouzey نسخه ۲٫۱ بود. برخی علاقه‌مندان به شطرنج گنو به رشد کُد پایه ۵٫۰۷ ادامه دادند دادند. با توجه به مسابقات بزرگ کُد شطرنج، نسخه ۵٫۶۰ این کُد از میوه ۲٫۳ قوی‌تر است.